# Iglesia católica en Turquía

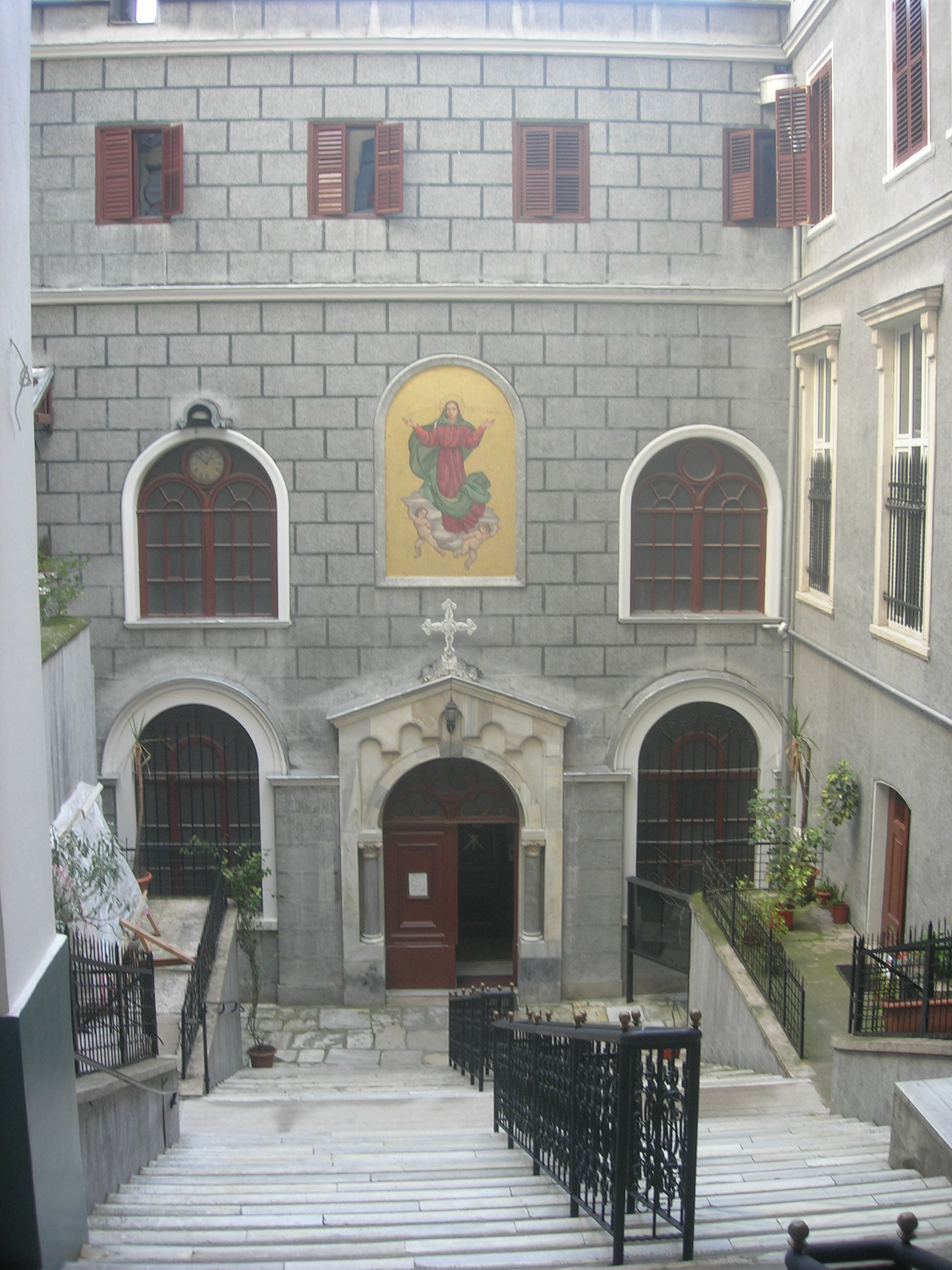
Imagen que muestra la iglesia de Santa María Draperis en la avenida İstiklal de Estambul.

La Iglesia católica está presente en Turquía, donde cuenta con aproximadamente 35 000 fieles, constituyendo el 0,05 % de la población turca.

## Historia

### Antigüedad
Anatolia fue una de las primeras áreas de difusión del Cristianismo. San Pablo, uno de los más grandes apóstoles de la Iglesia católica, nació en Anatolia, dos de sus epístolas están dirigidas a dos iglesias de Anatolia: Éfeso y Colosas. En la antigüedad la región fue sede de los primeros y decisivos, concilios ecuménicos. Constantinopla es desde el año 381, sede del Patriarcado.

### Edad otomana
La cultura otomana fue cosmopolita. En el imperio convivían turcos, kurdos, cristianos (ortodoxos, católicos, armenios y asirios) y hebreos.
La jihad fue proclamada en noviembre de 1914 por Mehmed V. De este modo comenzaba la persecución contra las minorías religiosas no musulmanas, en especial la armenia, griega y asiria.
Los asirios fueron una de las poblaciones más masacradas. Se calcula que un tercio de la población siriaca del Tur Abdin y de la provincia de Dyarbakir fue exterminada, con cerca de 80 000 muertos. Un gran número de pueblos, 84 iglesias y 14 monasterios fueron destruidos. Fueron canceladas para siempre 14 diócesis armenio-católicas.
La historia de la comunidad cristiana en Anatolia prácticamente terminó con la Primera Guerra Mundial. De una población no musulmana previo a la guerra de un 20 % de los habitantes de la población turca, hoy suma casi el 0,2 % del total.

### Hoy
Los católicos de hoy conviven con diversos ritos: bizantino, latino, armenio, caldeo.
En Turquía está prohibido cambiar de religión. La religión es declarada en la carta de identidad, ya que los cristianos son declarados ciudadanos de segunda clase.
Las Iglesias cristianas no son reconocidas por el estado por lo que tienen numerosas limitaciones: no pueden tener seminario, escuelas, erigir nuevos lugares para el culto, etc.
Durante el Año Paulino (28 de junio de 2008 - 29 de junio de 2009), celebrado para recordar el bimilenario del nacimiento de San Pablo, originario de Tarso, la iglesia local fue reabierta al culto, pero al terminar el año fue nuevamente clausurada y restituida como museo. Hay 13 sacerdotes.

## Estructura eclesiástica

### Iglesia católica de rito latino
- Archidiócesis de Esmirna
- Vicariato apostólico de Anatolia
- Vicariato apostólico de Estambul

### Iglesia católica armenia
- Archieparquía de Constantinopla

### Iglesia católica caldea
- Archieparquía de Diyarbakır

### Iglesia greco-católica
- Exarcado apostólico de Estambul

### Iglesia católica siria
- Exarcado patriarcal de Turquía

## Nunciatura apostólica
La delegación apostólica de Constantinopla fue erigida en la segunda mitad del siglo XIX. La internunciatura apostólica de Turquía fue erigida el 25 de enero de 1960. La nunciatura apostólica de Turquía fue instituida el 30 de agosto de 1966 con el breve apostólico Optimo sane del papa Pablo VI.